# Gonomyia pacifica
Gonomyia pacifica är en tvåvingeart som beskrevs av Edwards 1928. Gonomyia pacifica ingår i släktet Gonomyia och familjen småharkrankar. Inga underarter finns listade i Catalogue of Life.